# Frederick John Hornby
Pour les articles homonymes, voir Hornby.
Frederick John Hornby, né le 1er juillet 1819 à Bury (Lancashire) et mort en 1848 dans l'Arctique, est un marin britannique.

## Biographie
Fils du pasteur de Bury, Geoffrey Hornby et de sa femme Georgina Byng Hornby, il entre dans la Royal Navy en 1834, devient midshipman en 1837 et est promu lieutenant en 1846. Un des maîtres d'équipage du Terror lors de l’expédition de John Franklin dans l'océan Arctique, il disparait avec tous ses compagnons,.
En 1859, Francis McClintock retrouve une cuiller avec ses initiales lui ayant appartenu puis, vers Victory Point, un sextant comportant aussi ses initiales. Ce sextant est conservé depuis 1982 au Greenwich museum.
En 2019, des plongeurs ont découvert dans l'épave de l' Erebus un « objet non identifié, en bois » qui a ensuite été identifié comme une règle, qui appartenait à Hornby.
Une plaque en son honneur est apposée dans l'église de son village natal.
Jules Verne le mentionne de manière erronée dans son roman Les Aventures du capitaine Hatteras (partie 1, chapitre XVII) en écrivant « Horesby ».